# جانی کالدانا
جانی کالدانا (انگلیسی: Gianni Caldana; ۱۹ نوامبر ۱۹۱۳ – ۶ سپتامبر ۱۹۹۵) دونده اهل ایتالیا بود.